# Gregor Cankar
Gregor Cankar (ur. 25 stycznia 1975 w Celje) – słoweński lekkoatleta, skoczek w dal. Trzykrotny olimpijczyk (1996, 2000, 2004).

## Osiągnięcia
- złoto mistrzostw świata juniorów (Lizbona 1994)
- 2 brązowe medale Uniwersjad (Fukuoka 1995 I Sycylia 1997)
- 6. miejsce podczas igrzysk olimpijskich (Atlanta 1996)
- złoto Igrzysk Śródziemnomorskich (Bari 1997)
- brązowy medal mistrzostw świata (Sewilla 1999)
- wielokrotny złoty medalista mistrzostw Słowenii[1][2]

W 1999 wybrano go sportowcem roku w Słowenii.

## Rekordy życiowe
- skok w dal – 8,40 (1997) rekord Słowenii
- skok w dal (hala) – 8,28 (1999) rekord Słowenii
- trójskok (hala) – 16,82 (2003) rekord Słowenii